# Adolf Falcký
Adolf Falcký (německy Adolf von der Pfalz, 27. září 1300, Wolfratshausen — 29. ledna 1327, Neustadt) z rodu Wittelsbachů byl v letech 1319–1327 formálním rýnským falckrabětem.

## Život
Byl synem Rudolfa Falckého a Matyldy, dcery Adolfa Nasavského. Roku 1320 se oženil Irmengardou Öttingenskou, dcerou hraběte Ludvíka VI. Öttingenského. Nemohl skutečně vládnout, protože jeho strýc Ludvík IV. Bavor obsadil Falc, Adolf žil s manželkou až do roku 1326 na jeho dvoře, pak odešel do Oggersheimu. Zemřel na počátku roku 1327 a byl pohřben v cisterciáckém klášteře Schönau.
Vdova s dětmi odešla do kláštera Liebenau. Dohoda o vypořádání majetku byla uzavřena až po jeho smrti v roce 1329 v Pavii s Adolfovými bratry a nezletilým synem Ruprechtem II. Falckým.